# 福知山公立大学
福知山公立大学（ふくちやまこうりつだいがく、英語: The University of Fukuchiyama）は、京都府福知山市にある公立大学。略称は福公大。 

## 概観

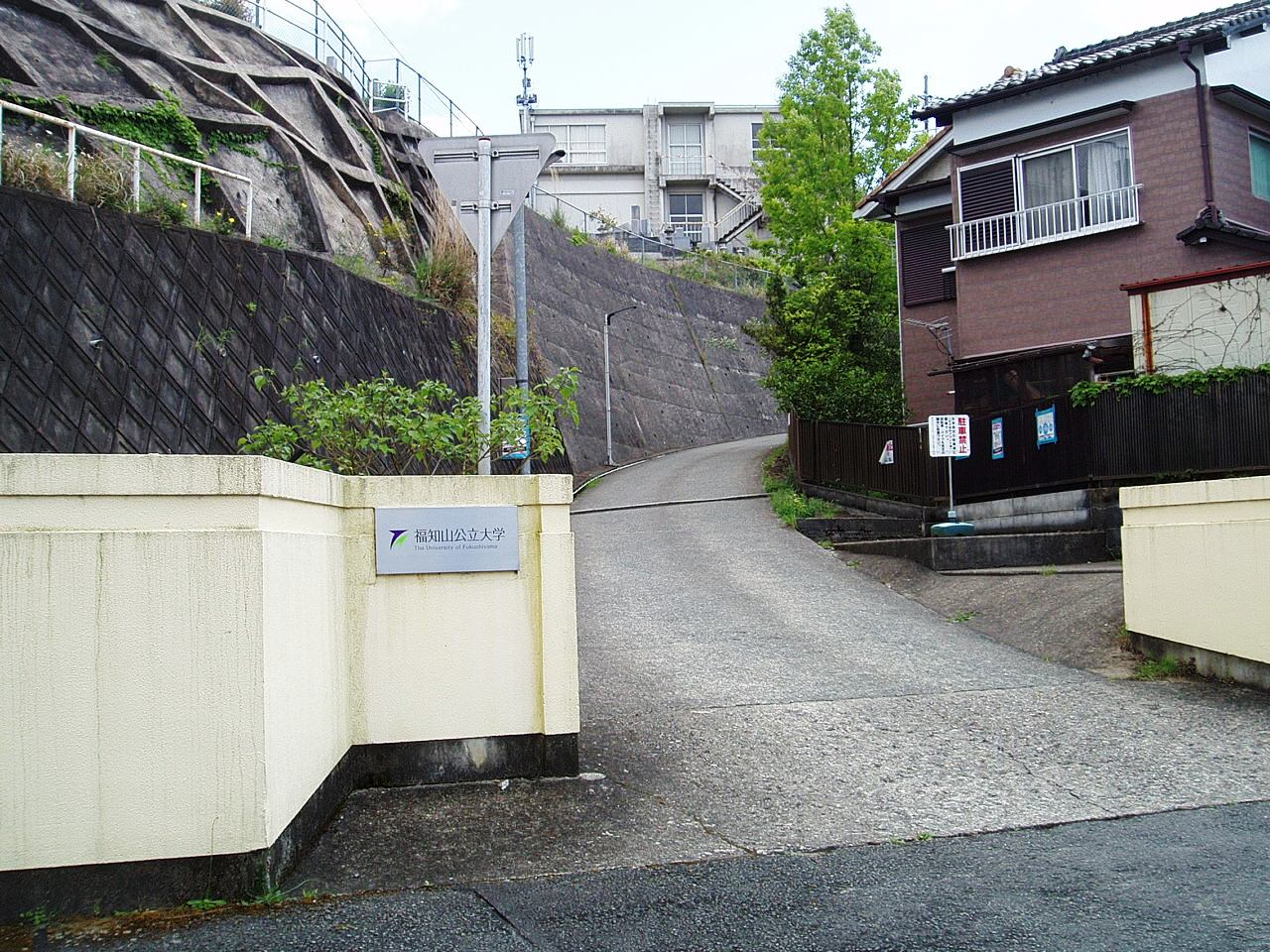
正門

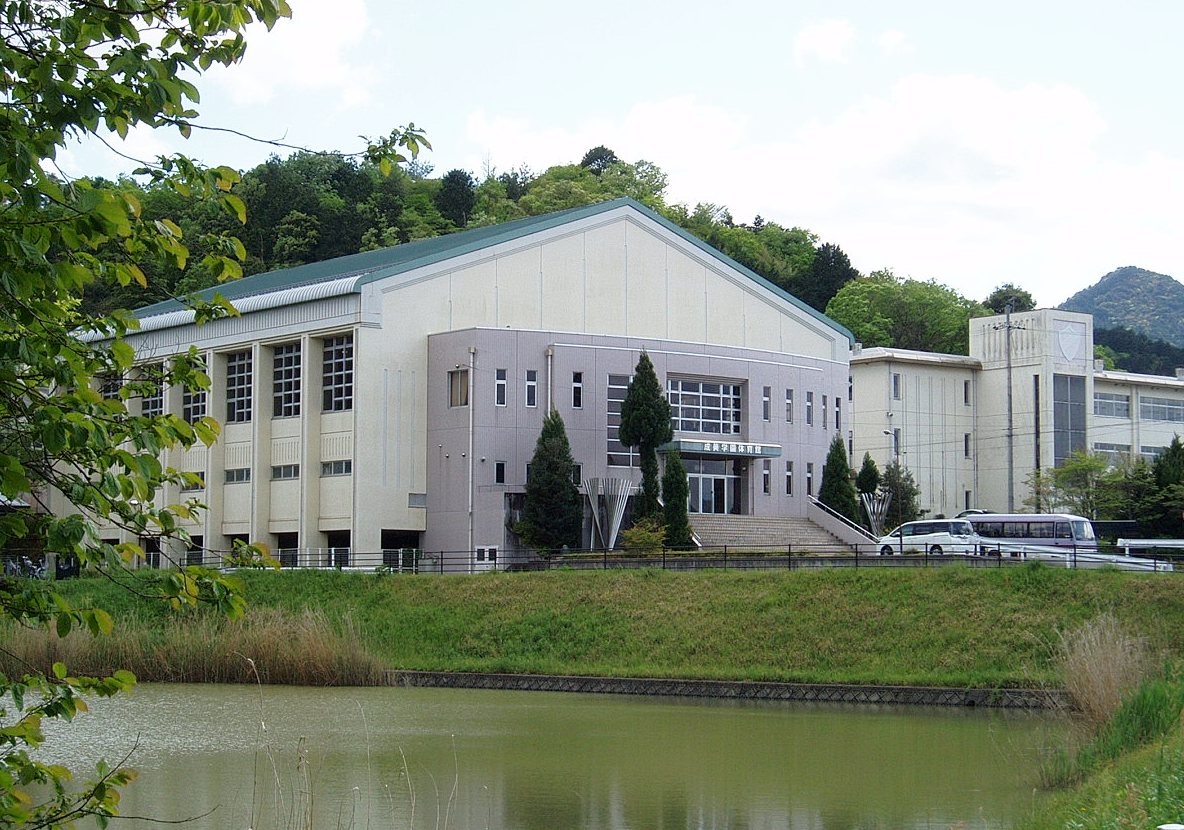
体育館（成美学園から借用）

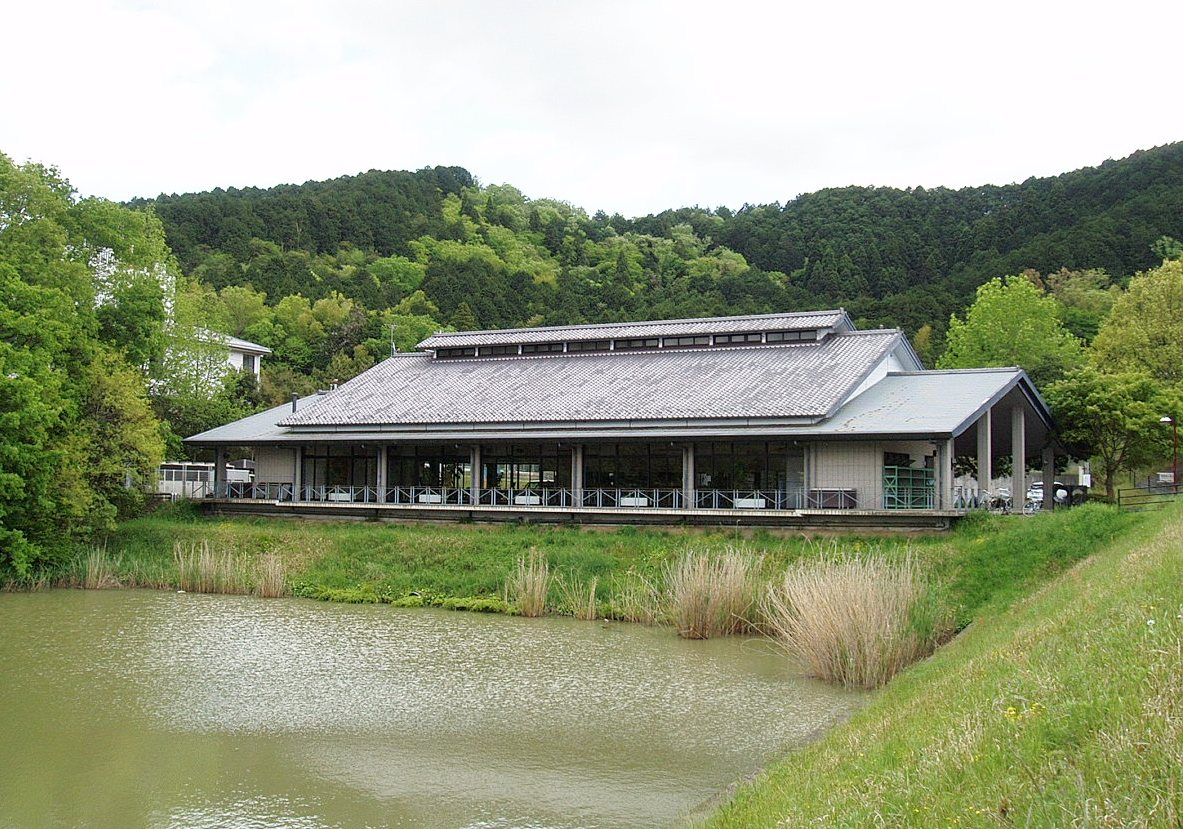
食堂（芙蓉ホール）

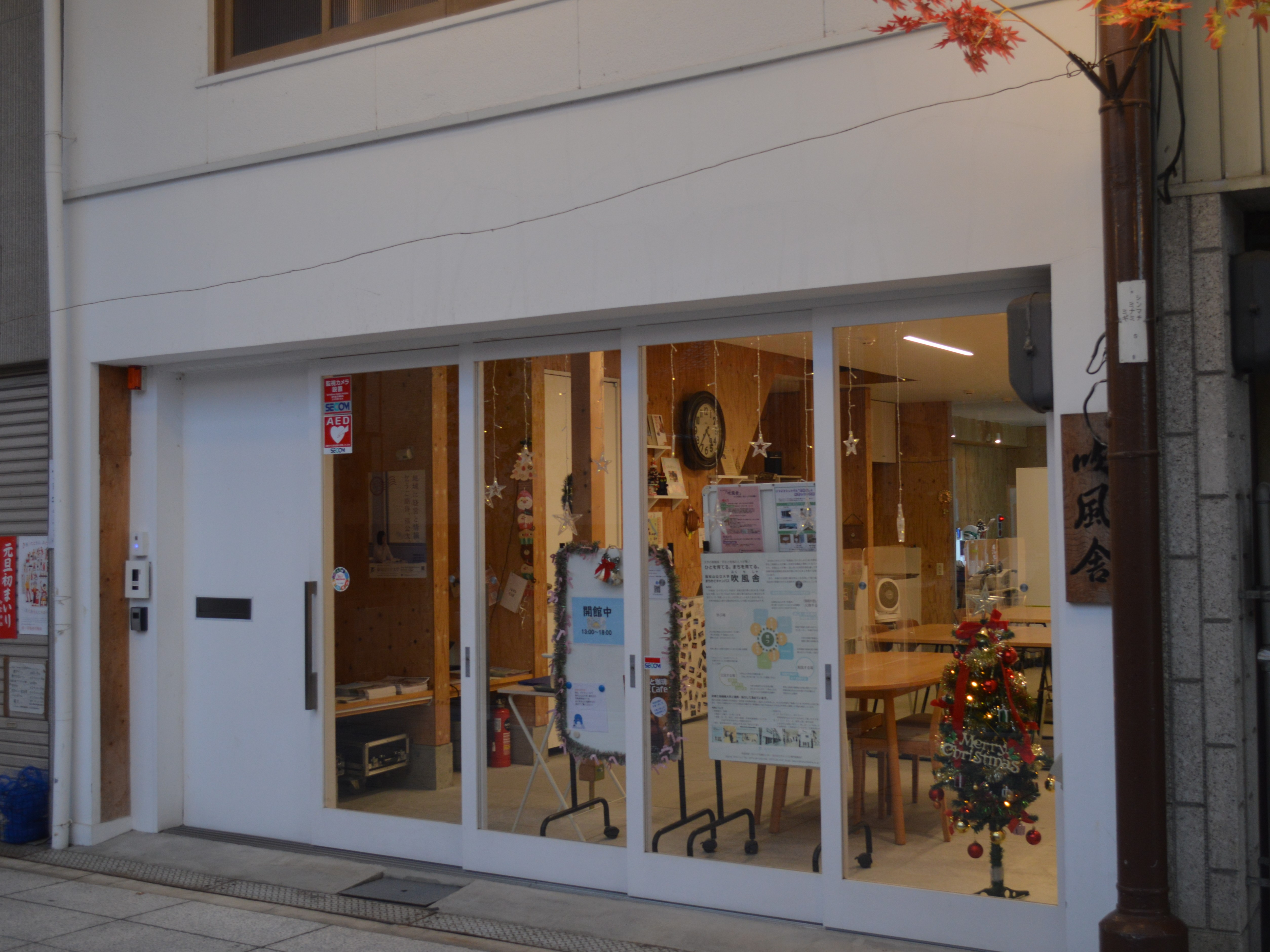
新町商店街にあるまちかどキャンパス 吹風舎

### 大学全体
北近畿（京都府北部）で唯一の四年制大学である。地域経営学部（地域経営学科・医療福祉経営学科）と情報学部（情報学科）の2学部を持つ大学である。2024年より大学院が開設。
1871年（明治4年）に創設された愛花草舎を前身とし、その後大学の改組や改称を経て、2010年に成美大学となった。
2016年（平成28年）4月に公立化し、現在の福知山公立大学が開学した。同大学の設置者は公立大学法人福知山公立大学（法人の設立団体は福知山市）。

## 沿革

### 略歴
私立の成美大学時代、経営状況が悪化し、2010年度末に大学基準協会の大学認証評価において不適合判定を受けるなどしていた。
そこで2011年度から新体制で改革に着手し、周辺自治体等との連携を活かした実地フィールドワークや学外活動への取組、地元企業とのタイアップ企画、地域振興に関する研究機関の設立、国際交流の推進等を展開、教育面でも基礎演習（1・2年生）教員二人担当制の導入等の改善策を実施してきた。学生数は2015年5月現在で156名であり、定員割れの為とはいえ、結果的に徹底した少人数教育を実践していた。

### 年表
- 1871年（明治4年） 西垣尭民により愛花草舎が創設される。塾頭に西垣尭民、老子にその父である西垣堯欽が就任。
- 1877年（明治10年） 西垣成美塾と改称。
- 1910年（明治43年） 西垣成美黌（學）となる。
- 1921年（大正10年） 成美女子学院設立。
- 1924年（大正13年） 運営主体が財団法人福知山成美会となり、福知山商業学校を設置。
- 1941年（昭和16年） 福知山高等商業学校を設置。
- 1944年（昭和19年） 戦時下における文科系専門学校の整理統合により福知山工業専門学校へと改組され、在校生は松山経済専門学校へ移籍。
- 1948年（昭和23年） 学制改革により福知山商業学校を福知山商業高等学校に改組。
- 1950年（昭和25年） 新学制により山陰短期大学（商科）を設置。
- 1951年（昭和26年） 財団法人福知山成美会を学校法人成美学苑に改称。
- 1956年（昭和31年） 山陰短期大学（商科）を京都短期大学（商経科）に改称。
- 1957年（昭和32年） 福知山商業高校から女子生徒を分離して福知山女子高等学校を設置。
- 1968年（昭和43年） 京都短期大学に家政科を増設。
- 1970年（昭和45年） 京都短期大学の家政科を食物栄養専攻、被服専攻に専攻分離。
- 1982年（昭和57年） 京都短期大学の家政科被服専攻を家政専攻に改称。
- 1987年（昭和62年） 京都短期大学の家政科家政専攻を生活文化専攻に改称。
- 1997年（平成9年） 京都短期大学の家政科生活文化専攻を生活福祉専攻に改称。
- 2000年（平成12年）
  - 京都短期大学の商経科を改組転換し、京都創成大学（経営情報学部経営情報学科）として開学。
  - 京都短期大学家政科を生活福祉科に改称。
  - 京都短期大学生活福祉専攻を介護福祉専攻に改称。
  - 福知山商業高等学校を福知山成美高等学校に改称。
- 2001年（平成13年） 京都短期大学の商経科を廃止。
- 2007年（平成19年）
  - 京都創成大学経営情報学部の経営情報学科をビジネスデザイン学科に改称。この学科名は関西初だった。
  - 京都創成大学経営情報学部に医療福祉マネジメント学科を新設。
- 2010年（平成22年）
  - 成美大学に改称。
  - 京都短期大学を成美大学短期大学部に改称。
  - 学校法人成美学苑を学校法人成美学園に改称。
- 2011年（平成23年）
  - 大学基準協会の大学認証評価において不適合判定を受ける[25]。
  - 大学定員を120人に削減。
- 2012年（平成24年）
  - 短期大学部生活福祉科の介護福祉専攻を廃止。
  - 福知山女子高等学校を廃止。
  - 大学定員を100人に削減。
- 2013年（平成25年）
  - 大学定員を80人に削減。
- 2014年（平成26年）
  - 大学定員を60人に削減。
- 2015年（平成27年）
  - 短期大学部生活福祉科の食物栄養専攻を募集停止。2017年3月廃止予定。
  - 福知山市議会が公立化（開学予定2016年4月）に向けた関連議案を可決[26]。
- 2016年（平成28年）
  - 4月1日 - 福知山公立大学に改称（私立大学から公立大学へ移行）。設置者が学校法人成美学園から公立大学法人福知山公立大学（設立認可日：2015年11月24日、設立登記日：2016年4月1日）へ変更となる[注釈 1]。設置学部は地域経営学部、設置学科は地域経営学科および医療福祉マネジメント学科となる。
- 2017年（平成29年）
  - 3月31日 - 併設していた成美大学短期大学部を閉校[28]。
  - 4月1日 - 医療福祉マネジメント学科の名称を医療福祉経営学科に変更[29]。
- 2018年（平成30年）
  - 3月28日 - 大学基準協会の大学認証評価において適合判定を受ける。
  - 5月13日 - 新町商店街にまちかどキャンパス 吹風舎を設置[30]。
- 2020年（令和2年）
  - 4月1日 - 情報学部情報学科を設置[31]。附属機関として北近畿地域連携センターと市民学習・キャリア支援センターを再編し、北近畿地域連携機構を設置[32]。
- 2021年（令和3年）
  - 4月1日 - 附属機関として地域防災研究センターを設置[33]。マサチューセッツ工科大学（MIT）のアーバン・リスク・ラボとの共同研究スタート[34]。
- 2024年（令和6年）
  - 4月1日 - 地域情報学研究科を設置。

## 基礎データ

### 所在地
- 京都府福知山市字堀3370

### 象徴
- 学歌『光よ 雲よ』は作詞：伊東恵司、作曲：平野一郎。コンセプトは、『新たなる公【おおやけ】の歌』[35]。

## 教育および研究

### 組織

#### 学部
- 地域経営学部
  - 地域経営学科
    - 公共経営系
    - 企業経営系
    - 交流観光系

  - 医療福祉経営学科 - 2017年4月に医療福祉マネジメント学科を改称[29]
- 情報学部
  - 情報学科
    - 人間・社会情報学領域
    - データサイエンス領域4月1たち

京都創成大学および成美大学の時代には、以下の学部・学科が置かれていた。
- 経営情報学部
  - 経営情報学科（2000年4月の開学時より）
  - ビジネスデザイン学科（経営情報学科を改組。2007年4月より）
    - 公共経営コース
    - 経営コース

  - 医療福祉マネジメント学科（2007年4月設置）
- 短期大学部 - 2017年3月で廃止[28]
- 専攻科

#### 研究科
- 地域情報学研究科（2024年4月設置）
  - 地域情報学専攻

#### 附属機関
- メディアセンター（図書館）[36]
- 北近畿地域連携機構[32]

## 学生生活

### 公認サークル・公認学生団体
〈主な出典：〉
福知山公立大学には複数の公認サークル・公認学生団体が存在する。

### 大学祭
福知山公立大学で行われる大学祭は「福桔祭」と呼ばれ、基本的に福知山駅南口公園で開催されている。ステージではサークルなどによる演奏披露やお笑い芸人などによるお笑いライブが行われ、学生たちによる売店なども出店されている。2020年度は新型コロナウイルス感染症のため、オンライン配信でのみ開催された。また、2021年度は人数制限を行い現地、オンライン配信の同時開催が行われた。
| 回 | 年度 | テーマ                                     |
| -- | ---- | ------------------------------------------ |
| 1  | 2016 |                                            |
| 2  | 2017 | 心を燃やし、負けぬ木枯らし                 |
| 3  | 2018 | 百鬼夜行〜童心へ帰る〜                     |
| 4  | 2019 | 繋（つなぐ）                               |
| 5  | 2020 | Glocal Live Party at Home                  |
| 6  | 2021 | You can do it if you try !!                |
| 7  | 2022 | 夜明け〜New Days from Fukuchiyama〜        |
| 8  | 2023 | Flyer!!!〜私たちにはまだ青春が残っている〜 |
| 9  | 2024 | Jamboree（ジャンボリー）                   |

## 大学関係者と組織

### 大学関係者一覧

#### 教職員
- 川添信人 - 学長
- 西田豊明 - 副学長
- 倉田良樹 - 副学長
- 渋谷節子 - 地域経営学部教授

#### 出身者
- 阿部翔太 - プロ野球選手（成美大学卒）
- 田渕勲二 - 政治家、参議院議員（福知山工業専門学校卒）

## 不祥事・事件

### 不祥事
40代の事務職員が「学友会」の会計処理を巡り約100万円を横領したため、懲戒解雇された。この横領が明らかになったのは、大学が口座を確認した2022年12月のことで、その後の調査で職員は横領を認め、全額を返済した。

### 連続放火事件
2023年の5月から6月に福知山市内で連続放火事件が発生した。この事件に福知山公立大学の情報学部1年生の男子学生が関与していた。京都地方裁判所は懲役3年の実刑判決を言い渡し、大学は学生を懲戒処分した。
男子学生は市内の6か所で放火し、空き家の一部を焼損させたほか、神社の拝殿や本殿を全焼させた。犯行動機は、大学生活で人間関係をうまく構築できなかったことにともなうストレスの解消だったという。